# Roger Lenaers
Roger Lenaers   (Oostende, 4 de gener de 1925 - Heverlee, 5 d'agost de 2021) va ser un jesuïta belga, filòsof, teòleg i filòleg. Des del 1995 treballava com a mossèn a Vordernhornbach, al Tirol austríac.
Com a filòleg clàssic es va especialitzar en la didàctica de les llengües antigues. Té més de 30 publicacions sobre aquesta matèria. Com a teòleg, va fer classes de religió a col·legis de secundària i a instituts formadors de professors de religió.
La seva especialitat eren els temes sobre la modernitat, entenent per tal la visió occidental del món que es va originar amb la Il·lustració com a fruit de les ciències modernes i de l'humanisme renaixentista. Entre els anys 2000 i 2002 va publicar dos extensos assaigs en holandès sobre el xoc entre la modernitat i les representacions tradicionals de la fe. En aquests assaigs tracta de reconciliar el missatge bíblic de la fe amb la modernitat, recorrent-hi a la noves formulacions. Ambdós assaigs, publicats com a fulletons, van ser populars a Flandes. El 2005, els dos fulletons van ser reelaborats per publicar-se com un llibre, primer en alemany i després el 2006 en anglès. El 2009 va publicar un altre llibre, titulat Tot i que no hi hagi un déu allà dalt. Viure en Déu sense déu.